# Joseph Effner
Joseph Effner (křtěn 4. února 1687, Dachau, Německo – 23. února 1745, Mnichov, Německo) byl německý architekt a designér.
V roce 1706 studoval u Gabriela Germaina Boffranda v Paříži. V letech 1715-1726 byl architektem bavorského kurfiřta Maxmilián II. Emanuela.

## Nejdůležitější díla
- 1715/1717- rekonstrukce zámku v Dachau
- 1715/1717- lovecký zámek Fürstenried jižně od Mnichova
- 1718/1721- rozšíření parku a zámku Nymphenburg v Mnichově
- 1716/1719- rekonstrukce budov v Pagodenburgu a Badenburgu
- 1719/1726- rozšíření zámku Schleissheim
- 1723/1729- zámek Preysing v Mnichově
- stavba Reiche Zimmer v Mnichovské rezidenci bavorských králů a kurfiřtů